# Józef Katenbring
Józef Katenbring, inne formy nazwiska: Katembring; Katembryng; Katembrynk; Katenbringk; Katenbring; Kattebringk, krypt.: J. K. S. J., (ur. 18 lipca 1730 w Dobrym Mieście, zm. po 20 listopada 1804) – poeta łaciński, dramatopisarz i kaznodzieja.

## Życiorys
Urodził się w Dobrym Mieście (Warmia), jako syn Hermana, mistrza kowalskiego, i Małgorzaty Berent. W wieku 15 lat (30 sierpnia 1745) wstąpił do zakonu jezuitów. Po nowicjacie (Święta Lipka, Wilno), przeszedł kolejno studia zakonne: retoryka (1 rok), filozofia (3 lata) i teologia (4 lata). Pierwszą pracę (kolegium w Nieświeżu, 1750) podjął jako nauczyciel, początkowo gramatyki, a następnie wymowy, poezji i języka niemieckiego. Począwszy od roku 1759 pełnił funkcję kaznodziei, a następnie prefekta szkół niższych i biblioteki oraz prefekta szkół. W roku 1767 nauczał także języka niemieckiego w akademii kadetów (Nieśwież). Cieszył się dobrymi stosunkami z rodem Radziwiłłów, początkowo Michała Kazimierza Rybeńku, a następnie Karola Panie Kochanku. W roku szkolnym 1770/1771 pełnił funkcję prefekta szkół (Mińsk). Rok później (1771/1772) przeniesiono go do kolegium w Połocku, gdzie piastował 4 różne funkcje: prefekta tamtejszych szkół niższych i biblioteki, kaznodziei oraz spowiednika.

## Twórczość

### Ważniejsze utwory
1. Foedus principium (wiersz z okazji ślubu Karola Radziwiłła z Marią Lubomirską), powst. 1753, (inform. E. Rabowicz)
2. De incitamentis ad litterarum studia oratio in anniversaria earundem instauratione habita Nesvisii in Ducali Radiviliano Gymnasio Soc. Jesu, brak miejsca wydania 1754, (po dedykacji 9 uczniom szkół nieświeskich podpis: J. K. S. J.)
3. Próżność nad próżnościami, abo Tomasz Poundus. Trajedia (w 5 aktach). Jaśnie Oświeconym... Teofilii i Katarzynie Radziwiłłównom, wojewodziankom wileńskim... przypisana, od Prześwietnej Młodzi, w szkołach nieświskich Societatis Jesu ćwiczącej się, na sali książęcej wyprawiona Roku Pańskiego 1755 dnia 27 lipca, podczas solennej u Dworu Książęcego gali, Nieśwież 1755, (w dedykacji autor wspomina dość ogólnikowo o innych swych sztukach wystawionych uprzednio w teatrze nieświeskim)
4. (Wiersze:) Mars Austriacus. Ad serenissimos Poloniae principes Xavierum et Carolum, reditum e castris parantes; Polonia redeuntes a castris suos principes Xavierum et Carolum singulari laetitia excipit. Dithyrambus; Polonia ad serenissimos Poloniarum principes Xavierum et Carolum e castris Austriacis reduces. Elegia; De singulari fortitudine serenissimorum principum Xaverii et Caroli. Epigrammata (ogł. W. Mitzler de Kolof), "Acta Litteraria Regni Poloniae et M. D. L." 1756 trimestre 3, s. 230-234; wiersz 1. (Mars Austriacus...) włączono w roku 1817, prawdopodobnie błędnie, do pośmiertnego wydania zbiorowego poezji Michała Koryckiego
5. Carmen genethliacum suavissimis filiis Stanislai Rzewuski recens natis, brak miejsca wydania 1759
6. Żal J. O. Księżny Jmci Anny z Mycielskich Radziwiłłówny, wojewodziny wileńskiej, najgodniejszemu książęciu mężowi, Panu swemu, na pogrzebie oświadczony. R. 1763 dnia 16 maja w Nieświeżu, Nieśwież 1763; druk anonimowy, autorstwo Katenbringa przyjmuje Estreicher XIX (1903), 189, za dopiskiem rękopiśmiennym
7. Nuncius in Elysios post unanimem et felicem Stanislai Augusti in Regem Poloniae electionem expeditus 7 Septemb. 1763, (druk zaginiony, inform. Estreicher XIX, 188, za J. D. Janockim)
8. Saeculum Marianum sive centum tituli Augustissimae Dei Matris Virginis Mariae e sacris paginis et Sanctorum Patrum monumentis deprompti ac eidem maximae coelorum terraumque imperatrici prodigiis et gratis Grodnae in ecclesia patrum Soc. Jesu ab anno 1664 clarissimae ob solemnem aevi memoriam, nec non in perpetuum beneficiorum et gratiarum monimentum a Collegio Grodnensi Soc. Jesu totidem epigrammatis ornati ac dicati. Anno 1764 die 25 Martii, Wilno 1764
9. Eligion elegans Zaluskio Kioviae antisti, (druk zaginiony, inform. Estreicher XIX, 188, za J. D. Janockim)
10. Do J. O. Książęcia Jmci Karola Radziwiłła, z nową wojewody wileńskiego godnością do Nieświeża powracającego, brak miejsca wydania (1768); druk anonimowy, autorstwo Katenbringa przyjmuje Estreicher XIX (1903), 189, za dopiskiem rękopiśmiennym
11. a. Pios manes Illi Dni Antonii comitis in Chalcz Chalecki... ad solennes inferias lugubri carmine prosequitor, brak miejsca wydania 1769, (wierszowany panegiryk polsko-łaciński; druk nienotowany u Estreichera, egz. zachowany w Bibliotece Raczyńskich sygn. II B 1. 2/11)
12. Kazanie na pogrzebie... Marianny z Jesmanów Sumarokowy, sędziny pogranicznej województwa połockiego. Miane w kościele połockim roku 1772 dnia 18 stycznia, brak miejsca wydania (1772)
13. Kazanie na pogrzebie... F. Żaby..., Nieśwież 1772
14. Petropolis urbium septentrionalium regian, brak miejsca wydania II 1773, (dedykowane Z. Czerniszewowi, gubernatorowi rosyjskiemu
15. Kazanie wygłoszone na pogrzebie Karola Radziwiłła, wojewody wileńskiego, w 1790 r., wyd. K. W. Wójcicki w: silva rerum t. 1, Wilno 1861.

Do sławnych kazań Katenbringa (bliżej omawia je S. Załęski) należą ponadto: Kazanie w Połocku po ogłoszeniu 15 września 1772 edyktu Katarzyny II o włączeniu do Rosji ziem  północno-wschodnich Rzeczypospolitej (wzywał w nim do modlitwy za Katarzynę II, bo i Żydzi w niewoli babilońskiej modlili się za ciemięzcę Nabuchodonozora); kazanie u jezuitów połockich w roku 1781; kazanie na sprowadzenie zwłok A. L. z Mycielskich Radziwiłłowej i pogrzebie Hieronima Radziwiłła w roku 1786.

### Listy
1. Listy, w większości do K. Radziwiłła, rękopis: Archiwum Główne Akt Dawnych (Archiwum Radziwiłłów dz. V, teka 144, nr 6535).